# Marina Galina
Marina Galina, död 1420, var en dogaressa av Venedig, gift med Venedigs doge Michele Steno  (r. 1400–1413). 
Hon tillhörde den venetianska klanen Galin, som hade adlats 960. Året för hennes äktenskap är inte känt. Hon var dogaressa under en stor blomstringsperiod för Venedig, och agerade beskyddare för litteratur, kultur och hantverk, bland annat det berömda sällskapet Compagnia della Calza.   